# Ezcabarte
Ezcabarte (auch: Valle de Ezcabarte, baskisch Ezkabarte) ist ein Ort und eine Gemeinde (municipio) mit 1.870 Einwohnern (Stand: 2024) in der autonomen Gemeinschaft Navarra im Norden von Spanien. Die Gemeinde besteht aus zahlreichen Orten, namentlich: Adériz, Anoz, Arre, Azoz, Cildoz, Eusa, Ezcaba, Garrués, Maquirriain, Oricáin, Orrio, Sorauren und Trinidad de Arre.

## Lage und Klima
Die Gemeinde Ezcabarte liegt am Río Ultzama in ca. 450 m Höhe und ist ca. 55 km (Fahrtstrecke) in südsüdwestlicher Richtung von der Regionalhauptstadt Pamplona entfernt. Das Klima ist gemäßigt bis warm.

## Bevölkerungsentwicklung
| Jahr      | 1970 | 1981 | 1991 | 2001 | 2011 | 2021 |
| Einwohner | 949  | 901  | 946  | 1265 | 1675 | 1809 |

## Sehenswürdigkeiten
- Festung Alfons XII. (von 1910) auf Mont San Cristóbal
- Jakobuskirche in Oricáin
- Stefanskirche in Eusa
- Rathaus

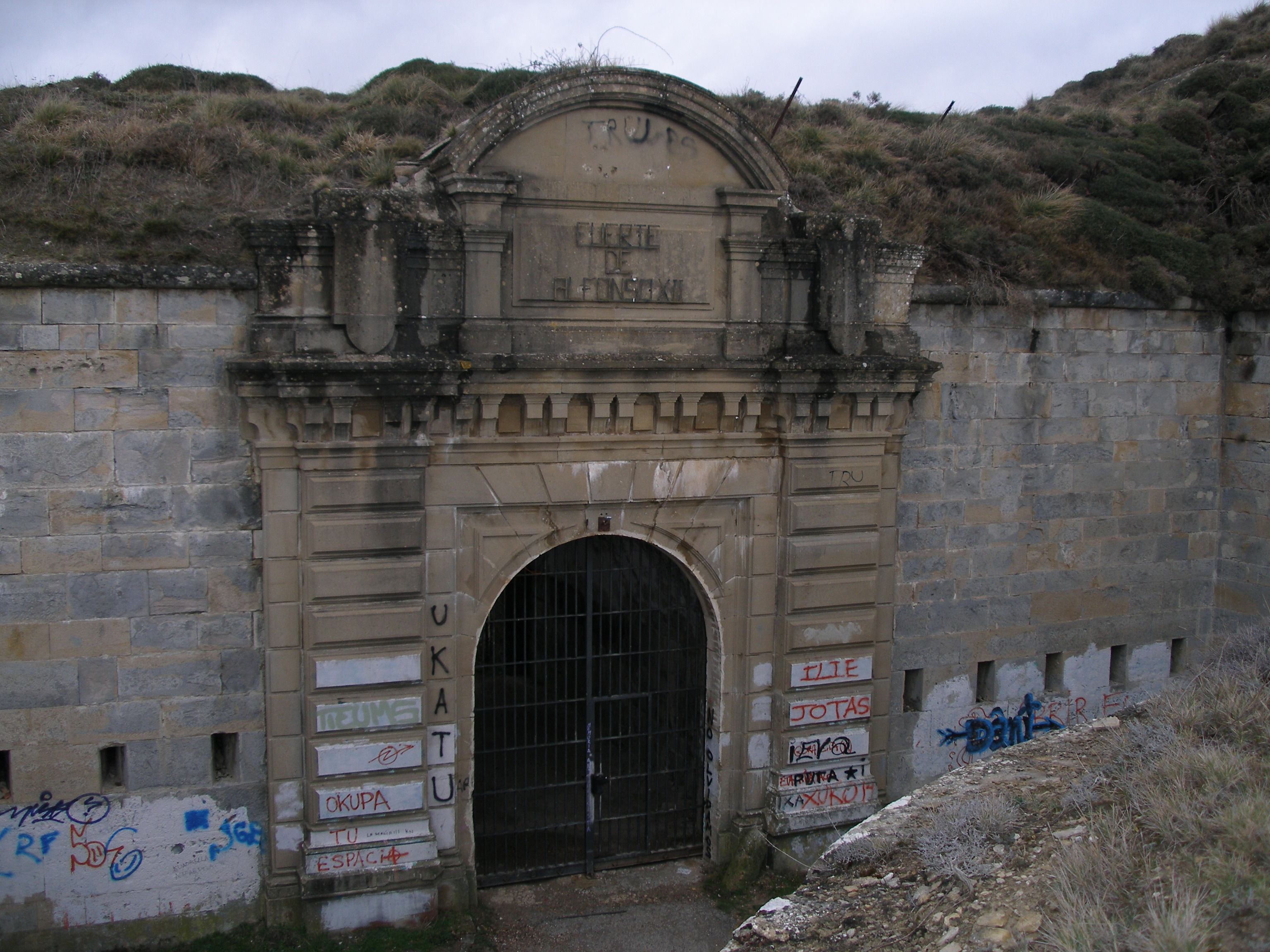
Festung Alfons XII.
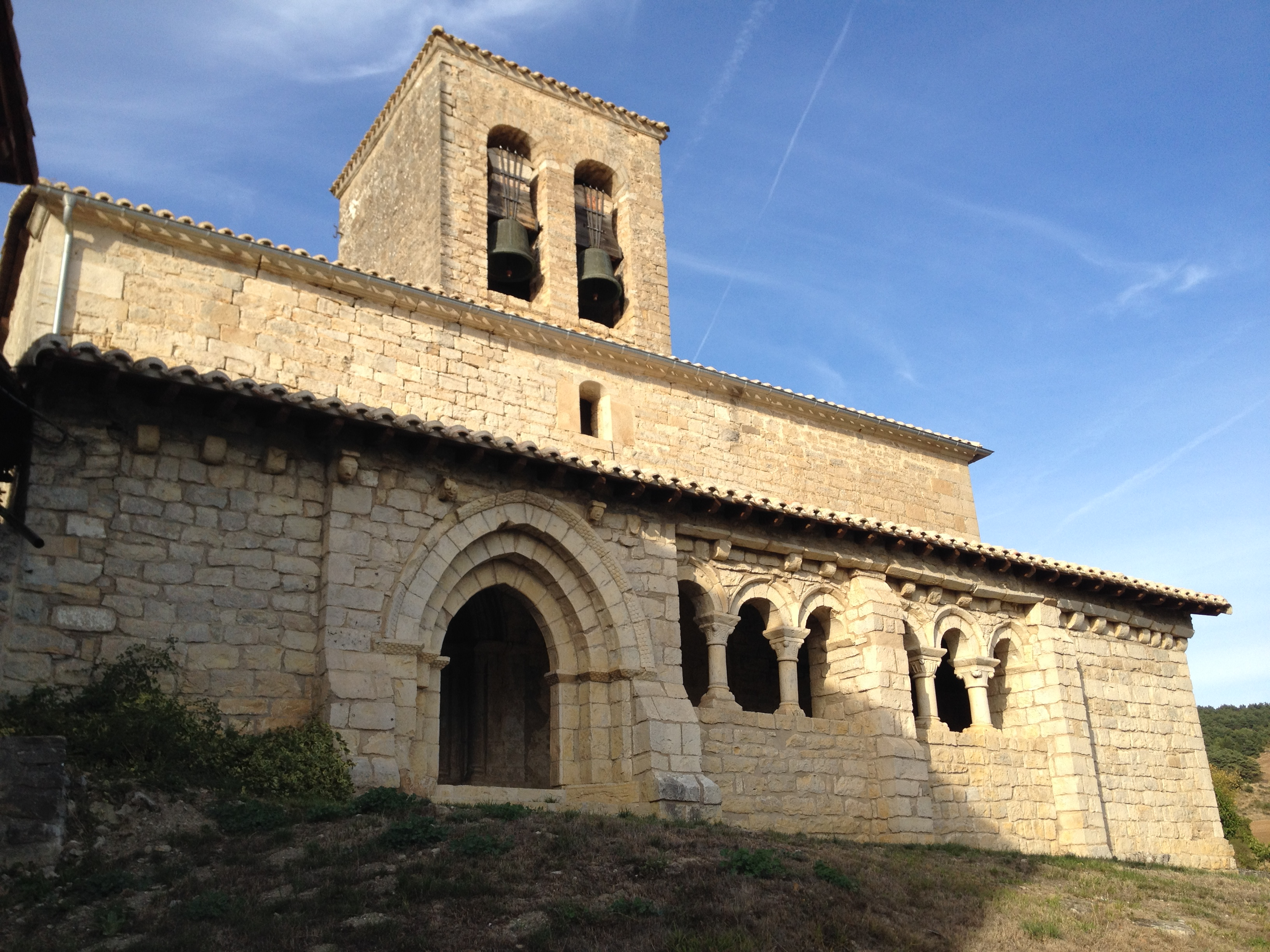
Stefanskirche